# Ashima
Ashima (chinesisch 阿詩瑪 / 阿诗玛, Pinyin Āshīmǎ) ist ein Epos der Sani, eines Zweiges der ethnischen Gruppe der Yi-Nationalität (Lolo) in Yunnan in der Volksrepublik China. 
Das schöne Mädchen Ashima (阿诗玛) wird vom Sohn eines Grundbesitzers gekidnappt und zur Heirat gezwungen. Ahei (阿黑), ihr Geliebter, eilt mit seinen magischen Bögen und Pfeilen zu ihrer Rettung. Er wetteifert mit dem Entführer drei Tage und Nächte lang im Singen, bis er schließlich gewinnt. Auf dem Rückweg ertrinkt Ashima bei einem Hochwasser. Sie verwandelt sich zu dem heute berühmten Ashima-Fels im Steinwald im Autonomen Kreis Shilin der Yi. Ashima gilt als Beschützerin der Sani.
Es gibt mehrere Versionen der Geschichte. Aufgezeichnet wurde sie erst spät. Sie wurde aus der Sprache der Sani (撒尼语) in Chinesische und auch in westliche Sprachen übersetzt, zum Beispiel 1980 von Gladys Yang ins Englische.
Es wurde bereits Ende des 19. Jahrhunderts von dem französischen katholischen Missionar Paul Vial (保禄·维亚尔) (1855–1917) erwähnt.
Das Epos steht auf der Liste des immateriellen Kulturerbes der Volksrepublik China.

## Verfilmungen
- Ashima (1964) – mit Yang Likun (杨丽坤) in der Titelrolle